# Katrin Hirtl-Stanggaßinger
Katrin Hirtl-Stanggaßinger (* 7. Mai 1998) ist eine ehemalige deutsche Skirennläuferin. Sie war auf die Disziplinen Abfahrt und Super-G spezialisiert.

## Biografie
Katrin Hirtl-Stanggaßinger stammt aus Schönau am Königssee und startet für ihren Heimatverein. Im Alter von drei Jahren begann sie mit dem Skifahren, zwei Jahre später bestritt sie ihre ersten Rennen. Nachdem sie die Christophorusschule in Berchtesgaden mit der mittleren Reife abgeschlossen hatte, absolvierte sie eine Ausbildung bei der Bundespolizei.
Mit 16 Jahren startete sie erstmals in FIS-Rennen. Wenig später gab sie am 16. Februar 2015 im Super-G von Davos ihr Europacup-Debüt. Im folgenden Winter nahm sie an den Olympischen Jugend-Winterspielen in Lillehammer teil, wo sie zunächst in der Kombination die Bronzemedaille gewann. Im Riesenslalom erfuhr sie die Silbermedaille und musste sie sich mit 0,06 Sekunden Rückstand lediglich der Schweizerin Mélanie Meillard geschlagen geben. Im März sicherte sie sich bei den Juniorenweltmeisterschaften in Sotschi eine weitere Silbermedaille in der Kombination. Am Ende der Saison kürte sie sich am Feldberg erstmals zur deutschen Meisterin im Riesenslalom. In der Saison 2016/17 gelang es ihr, im Europacup regelmäßig zu punkten und sich im erweiterten Spitzenfeld zu klassieren. Die Juniorenweltmeisterschaften in Åre verlief mit einem 27. Rang im Super-G als bestem Resultat hingegen nicht nach Wunsch.
Ihr Weltcup-Debüt gab Hirtl-Stanggaßinger am 22. Oktober 2016 im Riesenslalom von Sölden. Ihre ersten Weltcup-Punkte gewann sie in Lake Louise Anfang Dezember 2019 im Super-G. Wegen ausbleibenden Erfolgs verkündete sie am 15. April 2024 ihren Rücktritt.

## Erfolge

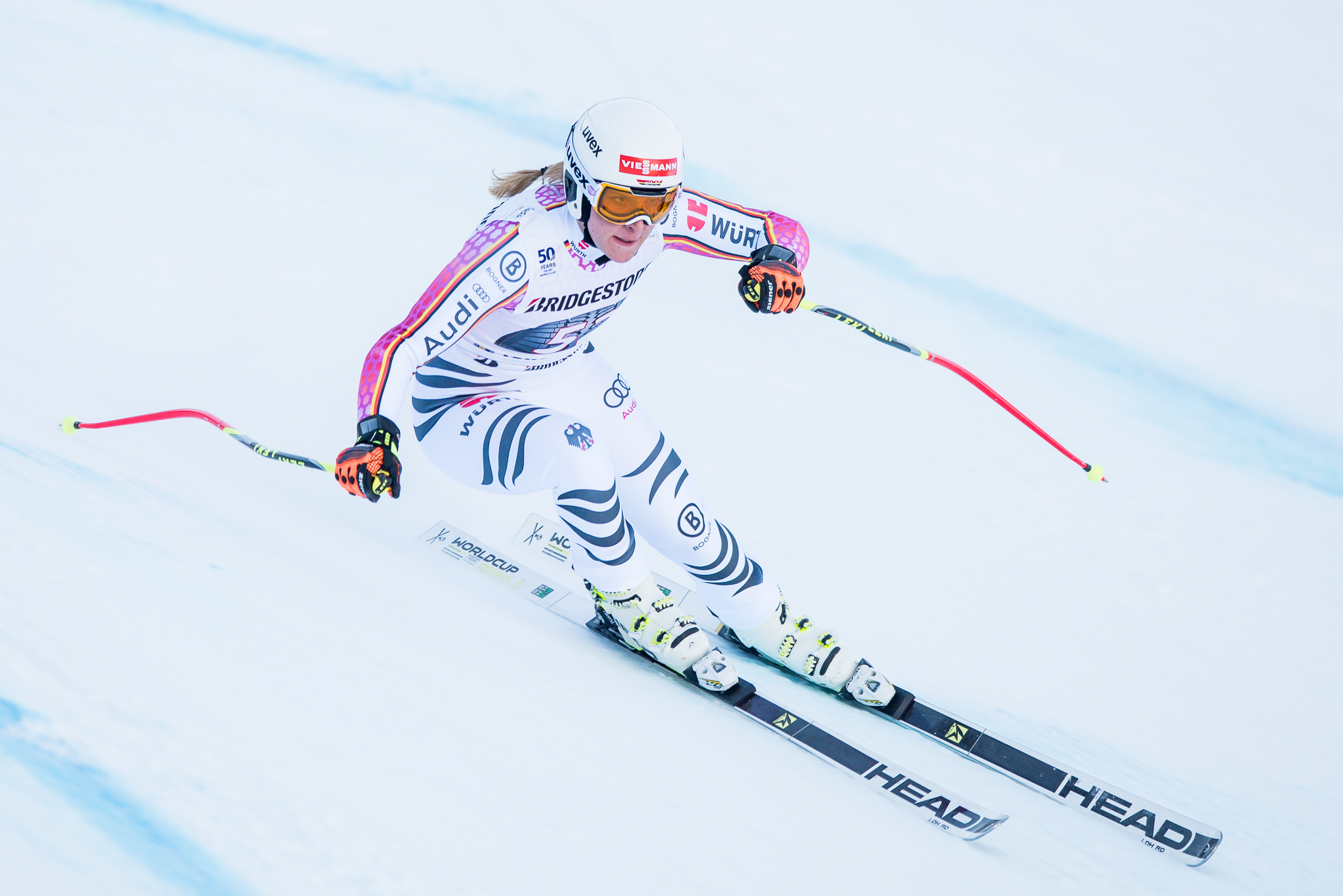
Kandahar-Abfahrt (2017)

### Weltcup
- 3 Platzierungen unter den besten 30 in Einzelrennen
- 1 Podestplatz in Mannschaftswettbewerben

### Weltcupwertungen
| Saison  | Gesamt | Gesamt | Abfahrt | Abfahrt | Super-G | Super-G |
| Saison  | Platz  | Punkte | Platz   | Punkte  | Platz   | Punkte  |
| ------- | ------ | ------ | ------- | ------- | ------- | ------- |
| 2019/20 | 120.   | 4      | –       | –       | 52.     | 4       |
| 2022/23 | 112.   | 6      | 46.     | 4       | 49.     | 2       |

### Europacup
- Saison 2021/22: 10. Abfahrtswertung
- 2 Podestplätze

### Juniorenweltmeisterschaften
- Sotschi 2016: 2. Alpine Kombination, 13. Super-G, 32. Abfahrt
- Åre 2017: 27. Super-G, 31. Abfahrt, 31. Slalom
- Davos 2018: 6. Alpine Kombination, 7. Super-G, 25. Riesenslalom
- Fassatal 2019: 8. Super-G, 9. Abfahrt, 14. Alpine Kombination, 31. Riesenslalom

### Weitere Erfolge
- 1 deutscher Meistertitel (Riesenslalom 2016, Kombination 2021)
- Olympische Jugend-Winterspiele 2016: Silber im Riesenslalom und Bronze in der Kombination
- 1 Podestplatz im Far East Cup
- 10 Siege in FIS-Rennen